# 摂津盃
摂津盃（せっつはい）は兵庫県競馬組合が施行する地方競馬の重賞競走。同競走が行われる園田競馬場がある尼崎市がかつて摂津国に属していたことから名づけられた。

## 概要
1998年まではアラブ系限定の1800mで、馬場改修後の1999年からは1870mで施行されていたが、2003年からは距離が1700mに短縮、サラブレッドも出走できるようになり、2005年からはサラブレッド単独に変更された。新春賞とともに兵庫県競馬組合のハンデキャップ重賞として施行されている（2009年のみ近畿・中国・四国地区交流競走、定量戦として施行）。
創設当初から現在に至るまで施行時期の変更はほとんどなく、初のそのだ金曜ナイターでの施行となった2012年（9月開催）を例外として、最も早くても8月9日、最も遅くても8月24日には施行されており、いわゆるお盆の時期に行われる真夏の重賞として定着している。
2024年までHITスタリオンシリーズに指定されていた。

### 条件・賞金（2025年）
出走条件
サラブレッド系3歳以上、兵庫所属（クラス・自場収得賞金順、3歳馬は重賞2勝以上がA1、1勝がA2換算）。
負担重量
ハンデキャップ
賞金額
1着1000万円、2着400万円、3着250万円、4着150万円、5着100万円、着外馬参加報償金は12万円。

## 歴代優勝馬
| 回数   | 施行年        | 優勝馬                            | 性齢    | 所属      | 馬場 | タイム        | 優勝騎手          | 管理調教師        | 1着賞金  |
| ------ | ------------- | --------------------------------- | ------- | --------- | ---- | ------------- | ----------------- | ----------------- | -------- |
| 第31回 | 1999年8月13日 | オリジナル                        | 牡4     | 園田      | 良   | 2:02.3        | 松浦政宏          | 松尾一幸          | 700万円  |
| 第32回 | 2000年8月16日 | ケイエスヨシゼン シャインマンリー | 牡7 牡5 | 園田 西脇 | 良   | 2:05.0 (同着) | 岩田康誠 永島太郎 | 保利照美 上田二郎 | 600万円  |
| 第33回 | 2001年8月15日 | ワシュウジョージ                  | 牡5     | 園田      | 良   | 2:05.3        | 小牧太            | 曾和直榮          | 550万円  |
| 第34回 | 2002年8月15日 | クールテツオー                    | 牡4     | 園田      | 良   | 2:04.7        | 岩田康誠          | 中野明            | 450万円  |
| 第35回 | 2003年8月14日 | トロットヒーロー                  | 牡4     | 園田      | 不良 | R1:46.3       | 岩田康誠          | 清水正人          | 450万円  |
| 第36回 | 2004年8月12日 | マタカッタ                        | 牡4     | 西脇      | 良   | 1:51.1        | 有馬澄男          | 田中道夫          | 450万円  |
| 第37回 | 2005年8月17日 | グレートステージ                  | 牡3     | 園田      | 良   | 1:48.8        | 岩田康誠          | 曾和直榮          | 350万円  |
| 第38回 | 2006年8月16日 | ジョイーレ                        | 牡3     | 園田      | 良   | 1:49.9        | 川原正一          | 曾和直榮          | 300万円  |
| 第39回 | 2007年8月15日 | マグマサイン                      | 牡7     | 西脇      | 良   | 1:49.3        | 田中学            | 田中道夫          | 300万円  |
| 第40回 | 2008年8月14日 | モエレトレジャー                  | 牡7     | 園田      | 良   | 1:50.4        | 永島太郎          | 曾和直榮          | 300万円  |
| 第41回 | 2009年8月20日 | アルドラゴン                      | 牡8     | 園田      | 良   | 1:49.1        | 木村健            | 田中範雄          | 350万円  |
| 第42回 | 2010年8月11日 | アルドラゴン                      | 牡9     | 園田      | 良   | 1:51.8        | 木村健            | 田中範雄          | 400万円  |
| 第43回 | 2011年8月15日 | タガノサイクロン                  | 牡8     | 園田      | 良   | 1:49.9        | 木村健            | 森澤友貴          | 350万円  |
| 第44回 | 2012年9月7日  | エーシンアガペー                  | 牝5     | 園田      | 良   | 1:49.7        | 田中学            | 橋本忠男          | 350万円  |
| 第45回 | 2013年8月16日 | ホクセツサンデー                  | 牡5     | 園田      | 良   | 1:50.4        | 永島太郎          | 田中範雄          | 350万円  |
| 第46回 | 2014年8月15日 | エーシンサルサ                    | 牝4     | 園田      | 重   | 1:49.0        | 木村健            | 橋本忠男          | 350万円  |
| 第47回 | 2015年8月14日 | ダイナミックグロウ                | 牡11    | 西脇      | 稍重 | 1:51.8        | 松浦政宏          | 小牧毅            | 350万円  |
| 第48回 | 2016年8月12日 | エナエビス                        | 牡5     | 園田      | 良   | 1:51.2        | 木村健            | 田中範雄          | 400万円  |
| 第49回 | 2017年8月18日 | マイタイザン                      | 牡4     | 園田      | 重   | 1:48.4        | 杉浦健太          | 新井隆太          | 500万円  |
| 第50回 | 2018年8月17日 | タガノヴェリテ                    | 騸6     | 園田      | 良   | 1:51.2        | 下原理            | 新子雅司          | 600万円  |
| 第51回 | 2019年8月16日 | ヒダルマ                          | 牡4     | 西脇      | 重   | 1:48.4        | 川原正一          | 柏原誠路          | 800万円  |
| 第52回 | 2020年8月14日 | ジンギ                            | 牡4     | 西脇      | 良   | 1:51.8        | 田中学            | 橋本忠明          | 1000万円 |
| 第53回 | 2021年8月13日 | エイシンデジタル                  | 牡6     | 園田      | 不良 | 1:50.9        | 下原理            | 新子雅司          | 1000万円 |
| 第54回 | 2022年8月12日 | シェダル                          | 牡5     | 西脇      | 稍重 | 1:49.9        | 吉村智洋          | 長南和宏          | 1000万円 |
| 第55回 | 2023年8月11日 | ツムタイザン                      | 牡5     | 園田      | 良   | 1:50.2        | 杉浦健太          | 木村健            | 1000万円 |
| 第56回 | 2024年8月16日 | ミステリーボックス                | 騸5     | 西脇      | 稍重 | 1:51.9        | 下原理            | 柏原誠路          | 1000万円 |
| 第57回 | 2025年8月15日 | ナムラタタ                        | 牡6     | 西脇      | 重   | 1:52.6        | 吉村智洋          | 石橋満            | 1000万円 |

- タイム欄のRはコースレコードを示す。

### 各回競走結果の出典
- 摂津盃　歴代優勝馬 - 地方競馬全国協会